# جون نانس غارنر
جون نانس غارنر (بالإنجليزية: John Nance Garner) ( 1868 – 1967 م) هو سياسي، وقاض، ومحام من الولايات المتحدة. ولد في ديترويت، تكساس. تولى منصب نائب رئيس الولايات المتحدة من 4 مارس 1933 وحتى 20 يناير 1941. كان غارنر سياسيا ديمقراطيا من تكساس وعرف بين معاصريه بلقب كاكتوس جاك. دخل مجلس نواب تكساس بين عامي 1898 و 1902، ثم دخل مجلس النواب الأمريكي من عام 1903 إلى 1933، وكان الرئيس التاسع والثلاثين لمجلس النواب بين عامي 1931-1933، وتم اختياره ليرافق فرانكلين روزفلت في بطاقة الحزب الديمقراطي في انتخابات 1932 ومرة أخرى عام 1936. شغل غارنر منصب نائب الرئيس من عام 1933 إلى 1941. كان غارنر جنوبيا محافظا، وعارض إضرابات نقابات العمال، وعارض الإنفاق بالعجز فيما يخص الصفقة الجديدة. اختلف غارنر مع الرئيس فرانكلين روزفلت في أوائل عام 1937 حول مسألة توسيع المحكمة العليا، وساعد على هزيمة هذا القرار على أساس أنه يركز الكثير من السلطات في يد الرئيس.
في 23 نوفمبر 1964 أصبح أطول نواب الرؤساء الأمريكيين عمراً متجاوزاً النائب ليفي بي مورتون.

## سيرة حياته

### النشأة والعائلة
ولد غارنر في 22 نوفمبر عام 1868 في كوخ خشبي قرب ديترويت في مقاطعة ريد ريفر لأبيه جون نانس غارنر الثاني وأمه سارا غيست غارنر. لم يعد الكوخ القديم الذي وُلد فيه غارنر موجودًا، لكن المنزل الذي ترعرع فيه ما زال قائمًا، ويقع عند 260 الشارع الرئيسي الجنوبي في ديترويت، تكساس، وهو منزل واسع أبيض ذو طابقين. التحق غارنر بجامعة فاندربيلت في ناشفيل، تينيسي، لفصل دراسي واحد قبل تركه الدراسة والعودة إلى المنزل. درس الحقوق في سيمس أند رايت في كلاركسفيل، تكساس، وقُبل في هيئة المحامين عام 1890، وبدأ مزاولة مهنته في أفايلد، مقاطعة أفايلد، تكساس.
في عام 1893، انخرط غارنر في مجال السياسة، وترشح لمنصب قاضي مقاطعة أفايلد، كبير المسؤولين الإداريين بالمقاطعة. واجه غارنر معارضة في البداية من قبل امرأة تدعى مارييت «اتي» راينر، ابنة مالك مزرعة مواشي. فاز غارنر، وعلى إثر الدعم الذي لقيه في الجنوب الصلب في أعقاب الحرب الأهلية، انتُخب غارنر قاضيًا للمقاطعة وشغل منصبه حتى عام 1896.
تواعد كل من غارنر وراينر بعد الانتخابات. تزوجا في سابينال، تكساس في 25 نوفمبر عام 1895. كان ابنهما تالي تشارلز غارنر (1896 - 1968) مصرفيًا ورجل أعمال. تولّت مارييت غارنر منصب أمينة سر زوجها طوال فترة مهنته في الكونغرس، والسيدة الثانية للولايات المتحدة خلال تولي زوجها منصب نائب الرئيس.

### سياسة تكساس
انتُخب غارنر في مجلس نواب تكساس عام 1898، وأُعيد انتخابه عام 1900. خلال خدمته، اختارت السلطة التشريعية شعار الزهرة لتكساس. أيّد غارنر بحماس زهرة الصبير لذلك الشرف، وعلى إثر ذلك حصل على لقبه «كاكتس جاك». (اختيرت زهرة القلنسوة الزرقاء حينها).
في عام 1907 صوّت غارنر لصالح ضرائب الانتخابات، وهو إجراء مُشرّع من قبل الهيئة التشريعية التي يهيمن عليها الديمقراطيون لجعل عملية تسجيل الناخبين أصواتهم أكثر صعوبة وتقليل عدد الناخبين السود والأقليات والبيض الفقراء من قوائم التصويت. حرَم هذا الإجراء مُعظم الناخبين الأقليين من التصويت حتى الستينيات، وانتهت التحديات لصالح السلطة الديمقراطية؛ أصبحت تكساس ولاية حزب واحد.
في عام 1902، انتُخب غارنر لمجلس النواب الأمريكي من مقاطعة الكونغرس الجديدة الخامسة عشر (تكساس)، وهو خيط رفيع يصل إلى الجنوب ليشمل عشرات آلاف الأميال المربعة من المناطق الريفية. انتُخب من المقاطعة 14 مرّة متتالية، وبقي في منصبه حتى عام 1933. عملت زوجته أمينة سرّه الخاصة خلال كل تلك المدة.
اختير غارنر في منصب زعيم الأقليات لدى الديمقراطيين عام 1929، وفي عام 1931 كمتحدث باسم مجلس نواب الولايات المتحدة، عندما شكّل الديمقراطيون الأكثرية.
أيّد غارنر إقرار قانون ضريبة الدخل الفدرالي، لكنه عارض معظم الرسوم الجمركية عدا تلك التي على الصوف والموهير، واللذين كانا مهمين لقاعدته في تكساس. آمن بأهمية مفهوم الاستثمار الريفي، الذي جلب أموال دافعي الضرائب إلى مزارعي إقليم براش جنوب تكساس.
اشتُهر غارنر برفقة زملائه في مجلس النواب من كلا الحزبين. امتلك ما أسماه «مجلس التعليم» خلال فترة حظر الكحوليات في الولايات المتحدة، وهو مكان تجمع للسياسيين لشرب الكحول، أو كما أسماه غارنر «ضربة للحرية». (استمر «مجلس التعليم» بقيادة الرئيس اللاحق للكونغرس سام ريبورن بعد انتهاء فترة حظر الكحوليات وترك غارنر مجلس النواب).

## التعليم
تعلم في جامعة فاندربيلت.

## روابط خارجية
- جون نانس غارنر على موقع الموسوعة البريطانية (الإنجليزية)
- جون نانس غارنر على موقع إن إن دي بي (الإنجليزية)